# Philipp J. J. Valentini
Philipp Johann Joseph Valentini (Berlín, Prusia, 1828 - Nueva York, Estados Unidos, 16 de marzo de 1899) fue un explorador y arqueólogo prusiano que trabajó especialmente en descifrar los códigos del calendario de piedra mexicano.